# بيان مشترك بمناسبة الذكرى الكاثوليكية اللوثرية المشتركة للإصلاح
بيان مشترك بمناسبة الذكرى الكاثوليكية اللوثرية المشتركة للإصلاح (بالإنجليزية: Joint statement on the occasion of the Joint Catholic-Lutheran Commemoration of the Reformation) تم التوقيع عليه خلال قداس بمناسبة يوم الإصلاح في 31 أكتوبر 2016م، في كاتدرائية لوند في لوند في السويد، بين فرانسيس بابا الكنيسة الكاثوليكية، والأسقف منيب يونان رئيس الاتحاد اللوثري العالمي.
كانت هذه هي المرة الأولى التي يلتقي فيها قادة الكنيسة الرومانية والاتحاد اللوثري العالمي واحتفلوا بالإصلاح. بشرت القداس بـ 12 شهرًا من الأحداث التي سبقت الذكرى السنوية الـ 500 في العام المقبل لتعليق مارتن لوثر أطروحاته الـ القضايا الخمس والتسعون على باب كنيسة في فيتنبرغ بألمانيا.